# Гута-Межигорская
Гута-Межигорская (укр. Гута-Межигірська) — село, входит в Вышгородский район Киевской области Украины.
Население по переписи 2001 года составляло 231 человек. Почтовый индекс — 07352. Телефонный код — 4596. Занимает площадь 1,3 км². Код КОАТУУ — 3221885203.

## Местный совет
07352, Київська обл., Вишгородський р-н, с.Лютіж, вул.Вітряного,1